# 錢凱區 (聖馬科斯省)
7°23′18″S 78°07′26″W / 7.3883°S 78.1238°W
錢凱區（西班牙語：Distrito de Chancay），是秘魯的一個區，位於該國北部卡哈馬卡大區的聖馬科斯省，始建於1992年11月16日，面積61.8平方公里，海拔高度2,670米，2005年人口3,303，人口密度每平方公里53人。